# Departament de Valle
El departament de Valle és un dels 18 departaments en què es divideix Hondures. Rep el seu nom en honor de José Cecilio del Valle.

## Història
El territori que compon aquest departament, en la primera Divisió Política Territorial de 1825, pertanyia part al departament de Comayagua i part a Choluteca. En 1869 en crear-se el departament de la Paz, part li va pertànyer a la Paz i part a Choluteca. Aquest territori va ser assignat per crear un nou Departament amb el nom de "Victoria" el 15 de juliol de 1872 sent president de la República Céleo Arias; no obstant això menys de dos anys després, el 29 d'abril de 1874 el govern de torn el va suprimir.
Aquesta dissolució li va costar la perduda del territori que ocupa el municipi de Pespire que es va incorporar a Choluteca en 1879.
La creació definitiva de Valle va ser l'11 de juliol de 1893 sent president constitucional el General Domingo Vásquez.

## Divisió administrativa

### Municipis
1. Alianza
2. Amapala
3. Aramecina
4. Caridad
5. Goascorán
6. Langue
7. Nacaome
8. San Francisco de Coray
9. San Lorenzo